# Vibrante múltipla epiglotal
A vibrante múltipla epiglotal ou faríngea ou fricativa epiglótica sonora, é um tipo de som consonantal, usado em algumas línguas faladas. O símbolo no Alfabeto Fonético Internacional que representa este som é ⟨ʢ⟩. 

## Características
- Seu modo de articulação é a vibrante múltipla, o que significa que é produzida pelo direcionamento do ar sobre um articulador para que vibre.
- Seu ponto de articulação é epiglotal, o que significa que está articulado com as pregas ariepiglóticas contra a epiglote.
- Sua fonação é sonora, o que significa que as cordas vocais vibram durante a articulação.
- É uma consoante oral, o que significa que o ar só pode escapar pela boca.
- O mecanismo de fluxo de ar é pulmonar, o que significa que é articulado empurrando o ar apenas com os pulmões e o diafragma, como na maioria dos sons.

## Ocorrência
| Língua | Língua        | Palavra | AFI        | Significado | Notas                                                         |
| ------ | ------------- | ------- | ---------- | ----------- | ------------------------------------------------------------- |
| Aghul  | Dialeto richa |         | [ʢakʷ]     | Luz         |                                                               |
| Árabe  | Iraquiano     | عَام     | [ʢaːm]     | Ano         | Corresponde a /ʕ/ (ﻉ) no árabe padrão e em outras variedades. |
| Siwa   | Siwa          |         | [arˤbˤəʢa] | Quatro      |                                                               |